# Loyal to the Game
Loyal to the Game – szósty pośmiertny album amerykańskiego rapera Tupaca Shakura. Ukazał się 14 grudnia 2004 nakładem wytwórni Amaru Entertainment. Płytę promowały dwa single: „Thugs Get Lonely Too” oraz „Ghetto Gospel”, do którego zrealizowano teledysk. W USA płyta uzyskała status platynowej.

## Lista utworów
Opracowano na podstawie źródła.
| #  | Tytuł                                                          | Gościnnie                   | Producent          | Czas |
| -- | -------------------------------------------------------------- | --------------------------- | ------------------ | ---- |
| 1  | „Soldier Like Me (Return of the Soulja)”                       | Eminem                      | Eminem, Luis Resto | 3:51 |
| 1  | „The Uppercut”                                                 | E.D.I., Young Noble         | Eminem, Luis Resto | 3:50 |
| 2  | „Out on Bail”                                                  |                             | Eminem, Luis Resto | 3:55 |
| 4  | „Ghetto Gospel”                                                | Elton John                  | Eminem, Luis Resto | 3:58 |
| 5  | „Black Cotton”                                                 | Eminem, Kastro, Young Noble | Eminem, Luis Resto | 5:03 |
| 6  | „Loyal to the Game”                                            | G-Unit                      | Eminem, Luis Resto | 3:24 |
| 7  | „Thugs Get Lonely Too”                                         | Nate Dogg                   | Eminem, Luis Resto | 4:48 |
| 8  | „N.I.G.G.A. (Never Ignorant about Getting Goals Accomplished)” | Jadakiss                    | Eminem, Luis Resto | 3:03 |
| 9  | „Who Do You Love?”                                             |                             | Eminem, Luis Resto | 3:29 |
| 10 | „Crooked Nigga Too”                                            |                             | Eminem, Luis Resto | 2:55 |
| 11 | „Don't You Trust Me?”                                          |                             | Eminem, Luis Resto | 4:56 |
| 12 | „Hennessey”                                                    | Obie Trice                  | Eminem, Luis Resto | 3:28 |
| 13 | „Thug 4 Life”                                                  |                             | Eminem, Luis Resto | 3:04 |
| 14 | „Po Nigga Blues (Scott Storch Remix)”                          | Ronald Isley                | Scott Storch       | 3:40 |
| 15 | „Hennessy (Red Spyda Remix)”                                   | E.D.I., Sleepy Brown        | Red Spyda          | 3:18 |
| 16 | „Crooked Nigga Too (Raphael Saadiq Remix)”                     |                             | Raphael Saadiq     | 4:03 |
| 17 | „Loyal to the Game (DJ Quik Remix)”                            | DJ Quik, Big Syke           | DJ Quik            | 4:21 |

## Pozycje na listach
Album
| Notowanie              | Pozycja |
| ---------------------- | ------- |
| Top R&B/Hip-Hop Albums | 1       |
| Billboard 200          | 1       |
| Canadian Albums Chart  | 7       |

Single
| 2004 | „Thugs Get Lonely Too” | 55 | 31 | 98 |

## Certyfikaty i sprzedaż
| Kraj                     | Certyfikat      | Sprzedaż   |
| ------------------------ | --------------- | ---------- |
| Stany Zjednoczone (RIAA) | platynowa płyta | 1 000 000+ |
| Wielka Brytania (BPI)    | złota płyta     | 100 000+   |